# Cinq solas
 (avril 2024).

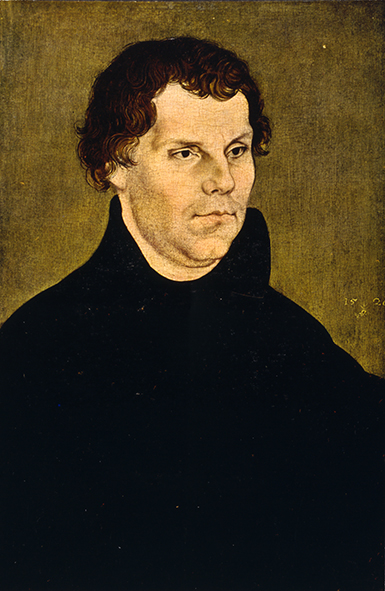
Martin Luther (1483-1546), l'un des pères du protestantisme. Huile sur toile de Lucas Cranach l'Ancien, 1528.

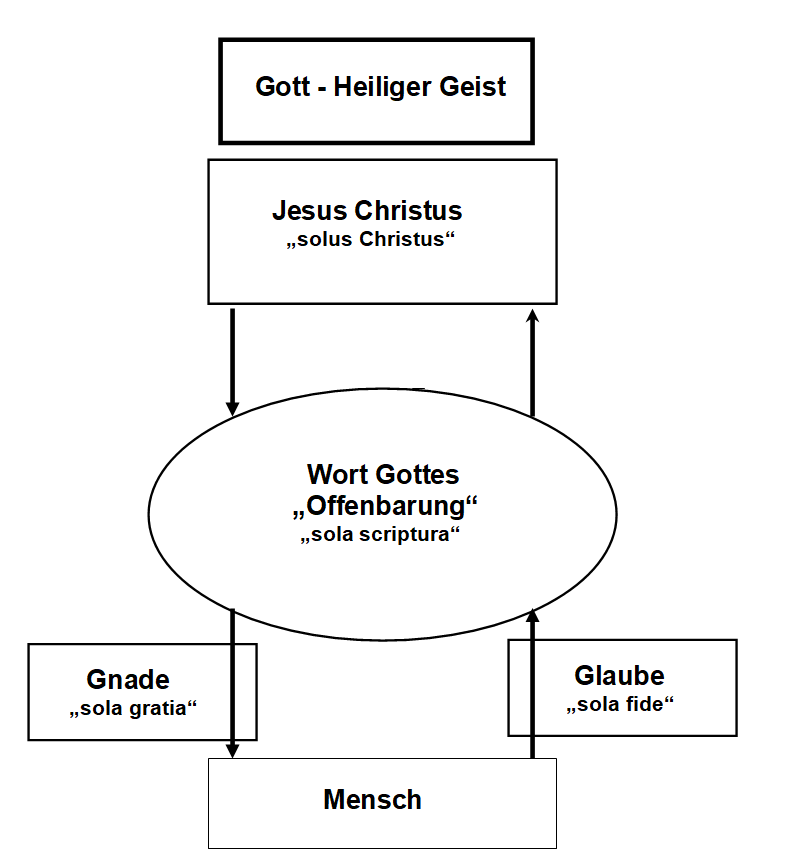
La doctrine de la justification, de Luther, corrigé par P. Blickle.

Les Cinq solas sont cinq formules en latin qui forment les cinq piliers du protestantisme en matière de sotériologie. Autrement dit, il s'agit des cinq principes sur lesquels repose le salut de l'homme.

## Forme
Toutes les formules commencent par l'adjectif solus (« seul ») qui est au cas ablatif invariable, qu'il soit au masculin (solo) ou au féminin (sola) dans Sola scriptura (ou Solo verbo), Sola fide, Sola gratia. L'ablatif signifie une causalité, un moyen, et se traduit par la préposition « par ». Solus Christus (parfois Solo Christo à l'ablatif) est au nominatif (« Christ seulement »). Dans Soli Deo gloria, soli est un datif accordé à Deo et indique un destinataire : « À Dieu seul la gloire ».

## Les cinq solas

### Sola scriptura(«Par l'Écriture seulement»)
Sola Scriptura est l'affirmation selon laquelle la Bible est la seule autorité pour toutes les questions relatives à la foi et à la pratique. « L'Écriture et seule l'Écriture constitue la norme par laquelle tous les enseignements et doctrines de l’Église doivent être mesurés. » Ce point marque la première opposition à l'Église catholique qui déclarait que l'Église seule pouvait définir le sens exact et la bonne interprétation de la Bible.
L'origine de cette formule vient probablement de Martin Luther lors de son discours à la diète de Worms de 1521.

### Sola fide(«Par la foi seulement»)
Si l'homme n'est pas sauvé par ses œuvres, il lui est donc simplement demandé d'avoir confiance en Dieu : c'est la foi qui vient toujours par la médiation de la Bible (Romains chapitre 10 verset 17).

### Sola gratia(«Par la grâce seulement»)
Cette devise qui caractérise la Réforme de Luther signifie d'abord que l'homme n'est pas sauvé par ses œuvres morales ou pieuses. Pour Luther, le salut n'étant pas dépendant de l'homme, celui-ci doit entrer dans une relation de confiance et même de certitude du caractère offert et gratuit de son salut. Par ce même fait que la justification est offerte gratuitement, Luther pense bannir une relation de crainte liée à la peur de « ne pas être à la hauteur » des exigences de Dieu. La Sainte-Cène rappelle simplement que Dieu est un amour présent et réel dans le geste concret de son fils qui se donne pour le salut des hommes. Tout commence par cette initiative d'amour, cette main tendue. Paul Tillich, interprète de Luther, dira : « C'est cette grâce qui me réconcilie avec moi-même, avec les autres et le monde (Nature) et avec Dieu. L'éthique sera une réponse à cet amour premier ».

### Solus Christus(«Christ seulement»)
À la différence de l'homélie, la prédication biblique de Luther n'est pas une fidélité aux doctrines du magistère de Rome et de la Tradition. Luther pense qu'il existe dans la Bible un noyau central interprétatif qu'on découvre dans ce que les Évangiles et les Épîtres disent de Jésus-Christ, particulièrement l'épître aux Romains ; pour les protestants fidèles au principe du solus Christus, cela rejoint les grandes affirmations du symbole des apôtres et des confessions reconnues par un grand nombre telle la confession d'Augsbourg. Ce sola indique que le salut de l'âme passe nécessairement par le Christ, et par lui seul : en d'autres termes, Jésus-Christ est l'unique intercesseur et non d'autres médiations comme l'institution, les saints, ou encore les reliques.

### Soli Deo gloria(«À Dieu seul la gloire»)
Cette phrase signifie qu'aucun culte n'est rendu à un être humain, mort ou vivant, ni à un objet, ni à un symbole. Seul Dieu possède le caractère sacré, divin et absolu.

## Accord luthéro-catholique de 1999
La Déclaration commune sur la justification par la foi réunissant l'Église catholique et la Fédération luthérienne mondiale interpréta un point de doctrine qui divisait : est-on sauvé par ses œuvres ou par sa foi ? La déclaration énonce une position commune :

« Nous confessons ensemble que la personne humaine est, pour son salut, entièrement dépendante de la grâce salvatrice de Dieu. »

La déclaration a été signée à Augsbourg le 31 octobre 1999 par le cardinal Edward Idris Cassidy, représentant de l'Église catholique, et l’évêque Christian Krause, président de la Fédération luthérienne mondiale. Elle constitue une étape décisive dans le rapprochement entre l'Église catholique et les Églises luthériennes.

## Dans la culture
- Solaé est une émission de radio sur France Culture consacrée au protestantisme[2].
- Une étude a analysé l'œuvre cinématographique de Jean-Luc Godard selon des enjeux théologiques autour des cinq solae[3].

### Sur lessola
- (en) « The Five Solas », dans Mihai Androne, Martin Luther. Father of the Reformation and Educational Reformer, Cham, Springer, 2020 (ISBN 978-3-030-52417-3, présentation en ligne), p. 7-26.
- Joseph Famerée (dir.) et Martin Leiner (dir.), Les "sola" de la Réforme  : relectures protestantes et catholique, Louvain, Peeters, coll. « Cahiers de la Revue théologique de Louvain » (no 44), 2020, XX-137 p. (ISBN 978-90-429-4225-7).
- (it) Pietro Ciavarella et Andrea Giorgi, I Cinque sola della Riforma Protestante, Bologne, Sophos, 2017, 76 p. (ISBN 978-88-99872-04-5).

### Études générales
- Guilhen Antier, « Luther par Luther. Du péché à la justice, l’expérience de la foi », Études théologiques et religieuses, t. 90, no 2,‎ 2015, p. 181-201 (lire en ligne ).
- André Gounelle, « L'autorité souveraine des Écritures en matière de foi », sur andregounelle.fr.
- Frédéric Rognon, « Le protestantisme, une confession sans rites ? », Revue des sciences religieuses, vol. 93, no 4,‎ 2019, p. 413-425 (lire en ligne ).